# Яксиці (Прошовицький повіт)
Яксиці (пол. Jaksice) — село в Польщі, у гміні Кошиці Прошовицького повіту Малопольського воєводства.
Населення — 485 осіб (2011).
У 1975-1998 роках село належало до Келецького воєводства.

## Демографія
Демографічна структура станом на 31 березня 2011 року:
|          | Загалом | Допрацездатний вік | Працездатний вік | Постпрацездатний вік |
| -------- | ------- | ------------------ | ---------------- | -------------------- |
| Чоловіки | 254     | 50                 | 177              | 27                   |
| Жінки    | 231     | 39                 | 131              | 61                   |
| Разом    | 485     | 89                 | 308              | 88                   |